# Бранко Бошковић
Бранко Бошковић (рођен 21. јуна 1980. у Бачкој Тополи) је бивши црногорски фудбалер. Играо је на средини терена као офанзивни везни играч.

## Каријера

### Клупска
Каријеру је почео у Могрену из Будве, чији је члан био од 1997. до краја 1998. године, а у Црвену звезду је прешао у зимском прелазном року 1999. У тој пролећној сезони одиграо је шест лигашких мечева и постигао један гол (против Војводине за тријумф од 1:0), а такмичење је прекинуто због бомбардовања. По окончању ратног стања Звезда је у финалу Купа савладала Партизан са 4:2. Талентовани Бошковић је негде у то време представљен као Звездина узданица за 21. век, а убрзо је постао један од носилаца игре.
Звезда је у сезони 1999/00. освојила дуплу круну, а Бошковић је у првенству одиграо 31 меч и са девет постигнутих голова био други стрелац екипе, док је у Купу једном био стрелац у три утакмице. У Купу УЕФА био је најбољи стрелац тима са два гола, колико је постигао и Миодраг Пантелић. Бранко је био стрелац у мечевима против Нефчија (3:2) и Монпељеа (2:2). Имао је снажан и прецизан шут, а у квалификацијама за Лигу шампиона лета 2000. године постигао је три гола и уз Друлића био најефикаснији у екипи, али је Звезда застала на последњој препреци због гола у гостима кијевског Динама (0:0 и 1:1). Звездина једанаестица погодила је мрежу против Ки Клаксвика (2:0), грузијског Торпеда (4:0) и Динама из Кијева у Београду (1:1). Титула шампиона је одбрањена у пролеће 2001. године у трци са Партизаном, а Бранко Бошковић је на 32 лигашка меча девет пута матирао противничке голмане (два пута у победи против подгоричке Будућности од 2:1).
У новом покушају да се докопа групне фазе Лиге шампиона, Бошковића и друштво зауставио је Бајер из Леверкузена (0:0 и 0:3) на последњој степеници. Немачки тим је касније стигао и до финала елитног такмичења, где је поражен од Реала чувеним голом Зинедина Зидана из волеја. Муслин је почетком те сезоне поднео оставку, а црвено-бели су имали слабу сезону у којој ипак нису остали без трофеја, јер је освојен Куп победом над Сартидом од 1:0. Бранко Бошковић је у најмасовнијем такмичењу у сезони 2001/02. одиграо четири меча и постигао један гол (победоносни против Дубочице у тријумфу од 1:0 у шеснаестини финала). У шампионату је на 28 сусрета два пута затресао мрежу.
Знатно бољи учинак имао је наредне сезоне, када је у 24 лигашка сусрета постигао осам голова и још једном био други стрелац екипе. У два првенствена дербија против Партизана уписао се у стрелце (у ремију 2:2 и победи од 2:0), док је у Купу УЕФА матирао чувара мреже римског Лација у Београду (1:1), али је италијански тим прошао даље због победе у првом мечу.
Бошковић је у Звезди започео и сезону 2003/04. постигао је гол у квалификацијама Купа УЕФА против молдавског Ниструа (5:0), одиграо је и два првенствена меча и забележио један погодак, а затим је каријеру наставио у Француској. Његови саиграчи су са Звездом касније стигли до титуле, па се она рачуна и Бошковићу, који је на самом почетку допринео у њеном освајању.
Наредна станица у каријери био је ПСЖ. У дресу великана из града светлости провео је две сезоне, од 2003. до 2005. године. У шампионату Француске 2003/04. одиграо је 23 утакмице и постигао три гола. За саиграча је имао славног Бразилца Роналдиња, а освојили су и Куп Француске. Наредне сезоне се није тако добро снашао. Забележио је 12 сусрета. Троа је био Бошковићев нови клуб, где је одиграо сезону 2005/06. (15 утакмица), а затим је запажене партије пружио у бечком Рапиду, за који је од 2006. до 2010. године на 104 лигашка меча постигао 19 голова. Освојио је и титулу првака Аустрије у сезони 2007/08, а од 2010. до 2012. године носио је дрес америчког Ди си јунајтеда, где су га повреде спречиле да остави дубљи траг. Вратио се у Рапид, где је наступао од 2012. до 2014. године и на 29 лигашких сусрета четири пута био стрелац, а затим окачио копачке о клин.

### Репрезентативна
За репрезентацију Југославије (Србије и Црне Горе) одиграо је 12 сусрета и једном се уписао у стрелце. Дебитовао је 27. марта 2002. године против Бразила (0:1), а последњи меч је одиграо 16. новембра 2005. против Јужне Кореје (0:2). Забележио је и 25 утакмица за Црну Гору уз један погодак.

## Трофеји

### Црвена звезда
- Првенство СР Југославије (2) : 1999/00, 2000/01.
- Куп СР Југославије (2) : 1999/00, 2001/02.

### ПСЖ
- Куп Француске (1): 2003/04.

### Рапид Беч
- Бундеслига Аустрије (1): 2007/08.